# 메달 오브 아너: 에어본
메달 오브 아너: 에어본(Medal of Honor: Airborne)은 제2차 세계대전을 기반으로 한 1인칭 슈팅 게임이며, 메달 오브 아너 시리즈의 11번째 시리즈이다. 메달 오브 아너: 에어본은 EA 로스앤젤레스에서 개발했으며, PC판과 Xbox 360판이 2007년 9월초에 발매되었다. PS2판과 Wii 버전도 발매 예정이었는데, 2007년에 취소되었다. 플레이스테이션 3 버전은 2007년 11월 말에 발매되었다. 이 게임은 제2차 세계 대전 중 유럽 전선을 가져왔으며, 시리즈중 최초로 공수부대의 활동에 중점을 두었다.
싱글 플레이어 모드에서, 플레이어는 미국 82 공수사단의 낙하산병인 보이드 트레버스 일병(후에 상병으로 진급)이 되어 전장을 누비게 된다. 싱글 플레이어 미션에는 이탈리아, 북부 프랑스, 네덜란드 그리고 독일이 포함되어 있는데, 각각 전선의 뒤에 투하되어 주어진 목표를 달성한다. 그리고 온라인 플레이에서는 사용자가 연합군이 되어, 전장에 낙하산으로 투입하거나 혹은 적 공수부대원으로부터 지역을 방어하는 추축국 병사로 싸울 수 있다.

## 평가
| 평론 점수 평론사 점수 모바일 PC PS3 엑스박스 360 유로게이머 8/10 [ 5 ] 게임 인포머 7.25/10 [ 6 ] 7.25/10 [ 6 ] 게임 레볼루션 D+ [ 7 ] 게임스팟 7/10 [ 8 ] 7/10 [ 9 ] 7/10 [ 8 ] 게임스파이 [ 10 ] [ 11 ] IGN 7.9/10 [ 12 ] 7.9/10 [ 13 ] 7.9/10 [ 14 ] 7.9/10 [ 13 ] OXM (US) 7.5/10 [ 15 ] PC 게이머 (US) 88% [ 16 ] PSM [ 17 ] 통합 점수 메타크리틱 78/100 [ 18 ] 75/100 [ 19 ] 73/100 [ 20 ] |        |         |        |              |
| 평론 점수 |        |         |        |              |
| 평론사 | 점수   | 점수    | 점수   | 점수         |
| 평론사 | 모바일 | PC      | PS3    | 엑스박스 360 |
| 유로게이머 |        |         |        | 8/10         |
| 게임 인포머 |        | 7.25/10 |        | 7.25/10      |
| 게임 레볼루션 |        |         |        | D+           |
| 게임스팟 |        | 7/10    | 7/10   | 7/10         |
| 게임스파이 |        | [ 10 ]  |        | [ 11 ]       |
| IGN | 7.9/10 | 7.9/10  | 7.9/10 | 7.9/10       |
| OXM (US) |        |         |        | 7.5/10       |
| PC 게이머 (US) |        | 88%     |        |              |
| PSM |        |         | [ 17 ] |              |
| 통합 점수 |        |         |        |              |
| 메타크리틱 |        | 78/100  | 75/100 | 73/100       |

## 같이 보기
1. ↑  “MOH: Airborne Release Date Pushed Back”. Planet Medal of Honor. 2007-08-02. 2007년 10월 27일에 원본 문서에서 보존된 문서. 2007년 11월 1일에 확인함.
2. ↑  “Medal of Honor: Airborne Game Profile”. IGN. 2007년 8월 7일. 2012년 1월 18일에 원본 문서에서 보존된 문서. 2007년 11월 1일에 확인함.
3. ↑  Casey Lynch, "Medal of Honor: Airborne: Don't give up on WWII shooters just yet," PlayStation: The Official Magazine 003 (February 2008): 80-81.
4. ↑  “MoH Airborne Announced!”. EA 게임스. 2006년 5월 8일. 2007년 11월 1일에 확인함.
5. ↑  Reed, Kristan (2007년 9월 4일). “Medal of Honor: Airborne (Xbox 360)”. 《Eurogamer》. Gamer Network Ltd. 2014년 10월 15일에 확인함.
6. 1 2  Bertz, Matt (October 2007). “Medal of Honor: Airborne (PC, X360)”. 《Game Informer》 (174). 2007년 10월 19일에 원본 문서에서 보존된 문서. 2015년 10월 4일에 확인함.
7. ↑  Hurh, JP (2007년 9월 17일). “Medal of Honor: Airborne Review (X360)”. 《Game Revolution》. Net Revolution Inc. 2014년 10월 15일에 확인함.
8. 1 2  Thomas, Aaron (2007년 9월 4일). “Medal of Honor: Airborne Review (PC, X360)”. 《GameSpot》. CBS Interactive. 2014년 10월 15일에 확인함.
9. ↑  Thomas, Aaron (2007년 12월 5일). “Medal of Honor: Airborne Review (PS3)”. 《GameSpot》. CBS Interactive. 2015년 10월 4일에 확인함.
10. ↑  Accardo, Sal "Sluggo" (2007년 9월 14일). “GameSpy: Medal of Honor: Airborne (PC)”. GameSpy. 2015년 10월 4일에 확인함.
11. ↑  Vasconcellos, Eduardo (2007년 9월 5일). “GameSpy: Medal of Honor: Airborne (X360)”. GameSpy. 2015년 10월 4일에 확인함.
12. ↑  Buchanan, Levi (2007년 8월 28일). “Medal of Honor: Airborne Review (Cell)”. 《IGN》. 지프 데이비스. 2015년 10월 4일에 확인함.
13. 1 2  Adams, Dan (2007년 9월 4일). “Medal of Honor: Airborne Review (PC, X360)”. 《IGN》. Ziff Davis. 2014년 10월 15일에 확인함.
14. ↑  Adams, Dan (2007년 11월 27일). “Medal of Honor: Airborne Review (PS3)”. 《IGN》. Ziff Davis. 2015년 10월 4일에 확인함.
15. ↑  “Medal of Honor: Airborne”. 《오피셜 엑스박스 매거진》: 72. October 2007.
16. ↑  “Medal of Honor: Airborne”. 《PC Gamer》: 68. November 2007.
17. ↑  Lynch, Casey (February 2008). “Medal of Honor: Airborne: Don't give up on WWII shooters just yet”. 《PlayStation: The Official Magazine》 (3): 80–81.
18. ↑  “Medal of Honor: Airborne for PC Reviews”. Metacritic. 2012년 11월 2일에 확인함.
19. ↑  “Medal of Honor: Airborne for PlayStation 3 Reviews”. Metacritic. 2012년 11월 2일에 확인함.
20. ↑  “Medal of Honor: Airborne for Xbox 360 Reviews”. Metacritic. 2012년 11월 2일에 확인함.